# 346261 Alexandrescu
346261 Alexandrescu è un asteroide della fascia principale. Scoperto nel 2008, presenta un'orbita caratterizzata da un semiasse maggiore pari a 2,2442256 UA e da un'eccentricità di 0,1731401, inclinata di 6,58842° rispetto all'eclittica.
Dal 27 gennaio al 25 aprile 2013, quando 348034 Deslorieux ricevette la denominazione ufficiale, è stato l'asteroide denominato con il più alto numero ordinale. Prima della sua denominazione, il primato era di 340980 Bad Vilbel.
L'asteroide è dedicato all'astronomo rumeno Harald Alexandrescu.